# Buttigliera Alta
Buttigliera Alta (Butijera o Butijera Àuta in piemontese) è un comune italiano di 6 221 abitanti della città metropolitana di Torino in Piemonte.

## Geografia fisica
Posto a circa 25 chilometri ad ovest di Torino, sorge nella bassa valle di Susa. Il capoluogo comunale è situato sulla collina che costituisce la morena laterale destra dell'Anfiteatro morenico di Rivoli-Avigliana, mentre l'unica frazione di Ferriera si trova ai piedi del rilievo.

## Storia
È posta nelle vicinanze di Avigliana, alla cui circoscrizione comunale un tempo apparteneva. Divenne autonoma il 25 aprile 1619 quando Giovanni Carron ricevette il feudo di Buttigliera, Uriola e Case Nicola – assieme al titolo di Conte – dal duca Carlo Emanuele I.
Da questo momento in poi la storia di Buttigliera Alta è stata intimamente legata a quella della famiglia Carron fino all'ultima discendente, Clementina Carron, morta nell'aprile del 1912.
Nella prima metà del 1890, Alfonso e Giuliano Vandel identificarono Buttigliera come il luogo adatto al suo nuovo stabilimento per la produzione di chiodi da scarpe, che costruirono in una zona della valle più in basso rispetto all'abitato. Questa nuova frazione abitativa di quattrocento persone, annessa nel 1891, fu chiamata Ferriera, dal nome della città di La Ferriere Sous Jougne, da cui i Vandel provenivano.
Nel 1917 il gruppo FIAT ha stabilito uno dei suoi stabilimenti metallurgici in Ferriera, rilevando quello originario dei Vandel.

### Simboli
Lo stemma del comune di Buttigliera Alta è stato concesso con regio decreto del 3 agosto 1930.
Il gonfalone municipale è un drappo di azzurro concesso con regio decreto dell'8 marzo 1934.

## Monumenti e luoghi d'interesse
Abbazia di Sant'Antonio di Ranverso

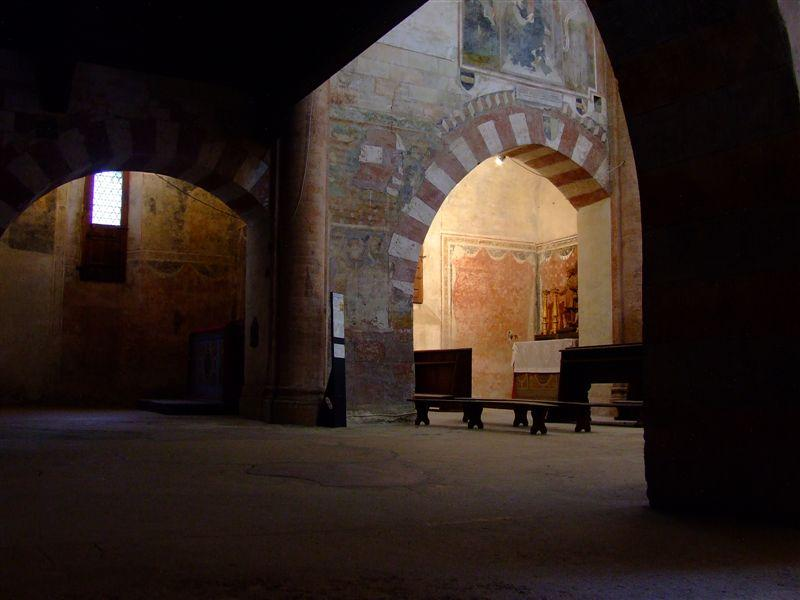
Abbazia di Sant'Antonio di Ranverso, interno

La chiesa appartenente a questo complesso religioso risale al 1121. Il complesso include, tra le altre cose, una macina per il grano ricevuta in dono dai monaci il 7 giugno 1188 da Umberto III di Savoia. Insieme al mulino, egli donò anche un bosco. In questo luogo già sorgeva precedentemente un ospedale. Tutti gli anni, viene qui allestito un presepe vivente.
Chiesa di San Marco Evangelista
È la parrocchiale del paese; venne edificata tra il 1653 e il 1673, per poi venir ampliata tra la fine del Seicento e l'inizio del Settecento.

## Società

### Evoluzione demografica
Negli ultimi cinquant'anni, a partire dal 1971, la popolazione residente è raddoppiata.
Abitanti censiti

### Etnie e minoranze straniere
Secondo i dati Istat al 31 dicembre 2017, i cittadini stranieri residenti a Buttigliera Alta sono 339, così suddivisi per nazionalità, elencando per le presenze più significative:
1. Romania, 205
2. Marocco, 27

## Cultura

### Biblioteca
A Buttigliera Alta ha sede dal 1976 la biblioteca comunale Ida Carlini, così intitolata dal 2002 per una maestra del luogo attiva nell'ambito di educazione culturale. Dal 1982 è entrata nel Sistema Bibliotecario Intercompensoriale di Pinerolo, e dal 2010 è parte dello SBAM, nel polo Nord-Ovest.

### Media

#### Televisione
A Buttigliera Alta è stato girato un episodio della terza stagione del reality show SOS Tata.

## Amministrazione
Di seguito è presentata una tabella relativa alle amministrazioni che si sono succedute in questo comune.
| Periodo         | Periodo          | Primo cittadino   | Partito                              | Carica  | Note   |
| --------------- | ---------------- | ----------------- | ------------------------------------ | ------- | ------ |
| 12 giugno 1985  | 23 luglio 1990   | Paolo Monte       | -                                    | Sindaco | [ 12 ] |
| 23 luglio 1990  | 10 novembre 1994 | Stefano Raimondo  | Democrazia Cristiana                 | Sindaco | [ 12 ] |
| 6 dicembre 1994 | 24 aprile 1995   | Luigi Massa       | Partito Democratico della Sinistra   | Sindaco | [ 12 ] |
| 24 aprile 1995  | 14 giugno 1999   | Marcello Andreone | -                                    | Sindaco | [ 12 ] |
| 14 giugno 1999  | 14 giugno 2004   | Marcello Andreone | centro                               | Sindaco | [ 12 ] |
| 14 giugno 2004  | 8 giugno 2009    | Paolo Ruzzola     | lista civica                         | Sindaco | [ 12 ] |
| 8 giugno 2009   | 26 maggio 2014   | Paolo Ruzzola     | lista civica                         | Sindaco | [ 12 ] |
| 26 maggio 2014  | 27 maggio 2019   | Alfredo Cimarella | lista civica Insieme per Buttigliera | Sindaco | [ 12 ] |
| 27 maggio 2019  | in carica        | Alfredo Cimarella | lista civica Insieme per Buttigliera | Sindaco | [ 12 ] |

- Classificazione sismica: zona 3 (sismicità bassa), Ordinanza PCM 3274 del 20/03/2003
- Classificazione climatica: zona E, 2975 GR/G

### Gemellaggi
- Jougne